# Joe Choong
Joseph Tzen Zhun „Joe“ Choong (* 23. května 1995 Orpington) je britský moderní pětibojař. 
V roce 2010 se stal mistrem Evropy v kategorii do 16 let. V roce 2014 debutoval na seniorském mistrovství světa, kde skončil na šestnáctém místě. Na Letních olympijských hrách 2016 obsadil desáté místo se ziskem 1451 bodů, i když se dlouho pohyboval na medailové pozici, o kterou ho připravilo až selhání ve střelbě. V roce 2018 získal bronzovou medaili v soutěži jednotlivců na mistrovství Evropy v moderním pětiboji a stříbrnou medaili v týmové soutěži na mistrovství světa v moderním pětiboji. Na ME 2019 byl členem vítězného britského družstva. Ve stejném roce získal na světovém šampionátu v Budapešti stříbro mezi jednotlivci a bronz s družstvem. Na Letních olympijských hrách 2020 zvítězil v olympijském rekordu 1482 bodů. Díky prvenství Kate Frenchové tak britská výprava jako první v historii vyhrála na jedné olympiádě mužský i ženský moderní pětiboj.
Na mistrovství světa v moderním pětiboji 2022 v Alexandrii Choong vyhrál závod jednotlivců a byl druhý ve smíšené štafetě s Jessicou Varleyovou.
Vystudoval matematiku na University of Bath. Pochází z rodiny lékařů, matka je Britka a otec Číňan z Malajsie. Má mladšího bratra Henryho, který se rovněž věnuje modernímu pětiboji.
Na Nový rok 2022 mu byl udělen Řád britského impéria.